# Leon Zygarlicki
Leon Zygarlicki (ur. 1919 w Bełżcu, zm. 17 czerwca 1944 w Saint-Martin-de-Fontenay, Francja) – sierżant pilot z 303 dywizjonu myśliwskiego im. Tadeusza Kościuszki w Wielkiej Brytanii. Mieszkaniec Bełżca, województwo lubelskie.

## Życiorys
Po zakończeniu kampanii wrześniowej przedostał się do Wielkiej Brytanii gdzie wstąpił do Polskich Sił Powietrznych. Otrzymał numer służbowy RAF 783220. Od listopada 1943 r. służył w dywizjonie 303. Poległ za sterami Spitfire'a VB RF-Z (BM407) nad przyczółkiem we Francji, miejscowość Saint-Martin-de-Fontenay na południe od Caen. W czasie inwazji alianckiej w Normandii D-Day - Dzień "D" plus 11 dni, 17 czerwca 1944 r. będąc na patrolu lotniczym z partnerami, zaatakował kolumnę wojskowych pojazdów niemieckich. Ostrzelany z dział przeciwlotniczych, poległ na miejscu. Pochowany na Brytyjskim Cmentarzu Wojennym w Bayeux we Francji.

## Ordery i odznaczenia
Za swą służbę został odznaczony:
- Krzyżem Walecznych – dwukrotnie,
- Medalem Lotniczym – dwukrotnie.